# Oesjkoejniks

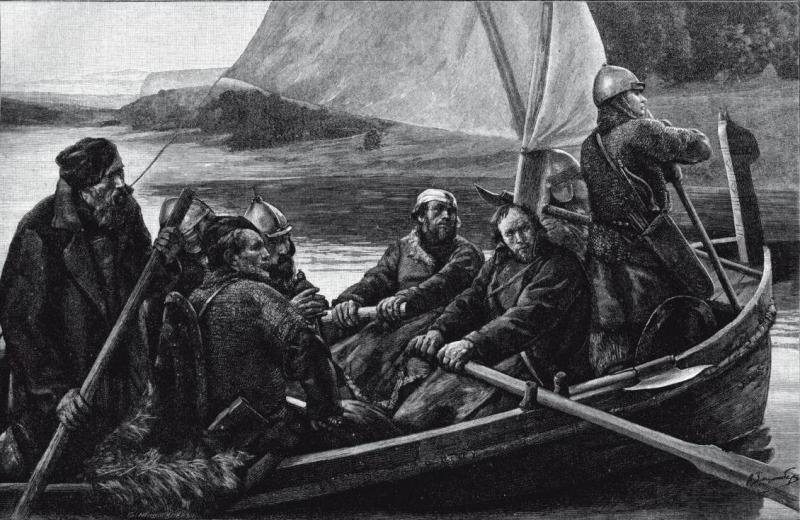
schilderij van Saveli Zejdenberg

De oesjkoejniks (Russisch: ушкуйники; oesjkoejniki) waren piraten uit de stad Veliki Novgorod die zich net als de Vikingen schuldig maakten aan vechten, moorden en berovingen. Hun naam is afgeleid van het woord oesjkoej, een soort middeleeuws Russisch schip met een platte bodem, die makkelijk konden worden vervoerd over de portages tussen de rivieren.
Hoewel de inwoners van de Republiek Novgorod deelnamen aan de Tsargradexpedities van de 10e eeuw en Finland plunderden tijdens aanvallen in de 12e eeuw, traden de oesjkoejniks voor het eerst als een georganiseerde macht naar voren in de jaren '20 van de 13e eeuw. Ze waren georganiseerd in eskaders, die uit enkele duizenden personen konden bestaan en werden beschermd door de invloedrijke bojarenfamilies uit Novgorod, die hen gebruikten om Novgorods militaire macht te tonen aan haar buren en om hun handelsbelangen in het Wolgagebied te vergroten.
Tijdens de beroemde veldtocht van 1360 zeilden de oesjkoejnks vanaf Novgorod door de portages naar de Wolga. Onder leiding van bojaar Anfal Nikitin wisten ze Cükätaw, een handelsbasis in Wolga-Bulgarije, te veroveren. De leider van de Gouden Horde die Cükätaw bestuurde was hierover zeer vertoornd en zond grootvorst Dmitri van Soezdal om de oesjkoejniks gevangen te nemen en hen naar de horde te brengen om ze te berechten. Dmitri's strafexpeditie mislukte echter.
In 1363 voerden de piraten voor het eerst een aanval uit langs de Ob. Drie jaar later trokken ze naar Nizjni Novgorod, zonder hun superieuren in Novgorod hiervan op de hoogte te stellen. Ze wilden Dmitri straffen voor zijn strafexpeditie en vermoordden Armeense en Tataarse handelaren die er handel dreven. Dit leidde tot een diplomatieke crisis, waarbij Dmitri excuses eiste van de Republiek Novgorod.
In 1371 plunderden de oesjkoejniks Jaroslavl, Kostroma en andere steden aan de bovenloop van de Wolga. Drie jaar later zeilden ze met 90 schepen stroomopwaarts om de Vjatkaregio te plunderen. In 1375 versloegen ze de milities van Kostroma en brandden de stad tot de grond toe af. De verwoesting was zo groot dat Kostroma op een andere plaats moest worden herbouwd. Hierna plunderden ze Nizjni Novgorod en zeilden de Wolga af naar Astrachan, alwaar ze echter werden vernietigd door een Tataarse generaal.
Tegen 1391 hadden de oesjkoejniks zich echter weer hersteld van deze neerslag en voelden zich sterk genoeg om hun activiteiten te hervatten. In dat jaar plunderden ze zowel Cükätaw als Kazan. Met de opkomende macht van Moskou was de Republiek Novgorod echter genoodzaakt om hun vrijbuiterijactiviteiten te staken in de eerste decennia van de 15e eeuw.